# Cratere Piyi
Piyi  è un cratere sulla superficie di Marte.